# FC Malamuk
FC Malamuk (celým názvem: Football Club Malamuk) je grónský fotbalový klub, který sídlí ve městě Uummannaq. Založen byl v roce 1979, letopočet vzniku je i v klubovém emblému. Fotbalový oddíl se pravidelně účastní konečné fáze nejvyšší fotbalové soutěže v zemi. Mužský oddíl je mistrem Grónska z roku 2004. Své domácí zápasy odehrává na stadionu Uummannaq, který má kapacitu 2 000 diváků. Klubové barvy jsou červená a bílá.
Mimo mužský fotbalový oddíl má sportovní klub i jiné oddíly, mj. oddíl ženského fotbalu.

## Získané trofeje
Zdroj:
- Angutit Inersimasut GM ( 1x )
  - 2004
- Arnat Inersimasut GM ( 3x )
  - 1987, 1988, 1989[7]

## Umístění v jednotlivých sezonách
Zdroj:
Legenda: Z – zápasy, V – výhry, R – remízy, P – porážky, VG – vstřelené góly, OG – obdržené góly, +/- – rozdíl skóre, B – body, zlaté podbarvení – 1. místo, stříbrné podbarvení – 2. místo, bronzové podbarvení – 3. místo, červené podbarvení – sestup, zelené podbarvení – postup, fialové podbarvení – reorganizace, změna skupiny či soutěže
| Grónsko (1987 – ) |                                           |        |   |   |   |   |    |    |     |   |        |
| Sezóny            | Liga                                      | Úroveň | Z | V | R | P | VG | OG | +/- | B | Pozice |
| 1987              | Angutit Inersimasut GM – sk. B            | 1      | … | … | … | … | …  | …  | …   | … | 4.     |
| 1988              | Angutit Inersimasut GM – sk. B            | 1      | 3 | 1 | 0 | 2 | 9  | 11 | -2  | 2 | 3.     |
| 1989              | Angutit Inersimasut GM – sk. A            | 1      | 3 | 0 | 1 | 2 | 8  | 14 | -6  | 1 | 3.     |
| 1990              | Angutit Inersimasut GM – sk. A            | 1      | 2 | 0 | 0 | 2 | 1  | 7  | -6  | 0 | 3.     |
| …                 |                                           |        |   |   |   |   |    |    |     |   |        |
| 1992              | Angutit Inersimasut GM – sk. B            | 1      | 2 | 0 | 1 | 1 | 3  | 5  | -2  | 1 | 3.     |
| 1993              | Angutit Inersimasut GM – sk. A            | 1      | 3 | 0 | 1 | 2 | 6  | 13 | -7  | 1 | 4.     |
| 1994              | Angutit Inersimasut GM – sk. A            | 1      | 2 | 1 | 0 | 1 | 5  | 11 | -6  | 3 | 3.     |
| 1995              | Angutit Inersimasut GM – sk. A            | 1      | 3 | 0 | 0 | 3 | 5  | 18 | -13 | 0 | 4.     |
| …                 |                                           |        |   |   |   |   |    |    |     |   |        |
| 1997              | Angutit Inersimasut GM – sk. A            | 1      | 3 | 0 | 1 | 2 | 7  | 10 | -3  | 1 | 4.     |
| …                 |                                           |        |   |   |   |   |    |    |     |   |        |
| 1999              | Angutit Inersimasut GM – sk. Nordgrønland | 1      | 5 | 1 | 0 | 4 | 10 | 20 | -10 | 3 | 5.     |
| 2000              | Angutit Inersimasut GM – sk. B            | 1      | 3 | 1 | 1 | 1 | 7  | 7  | 0   | 4 | 3.     |
| 2001              | Angutit Inersimasut GM – sk. A            | 1      | 3 | 1 | 2 | 0 | 7  | 6  | +1  | 5 | 2.     |
| 2002              | Angutit Inersimasut GM – sk. A            | 1      | 3 | 0 | 0 | 3 | 6  | 15 | -9  | 0 | 4.     |
| 2003              | Angutit Inersimasut GM – sk. B            | 1      | 3 | 0 | 0 | 3 | 6  | 14 | -8  | 0 | 4.     |
| 2004              | Angutit Inersimasut GM – sk. B            | 1      | 3 | 2 | 0 | 1 | 9  | 5  | +4  | 6 | 2.     |
| 2005              | Angutit Inersimasut GM – sk. A            | 1      | 3 | 2 | 0 | 1 | 4  | 4  | 0   | 6 | 2.     |
| 2006              | Angutit Inersimasut GM – sk. B            | 1      | 3 | 0 | 1 | 2 | 3  | 7  | -4  | 1 | 4.     |
| 2007              | Angutit Inersimasut GM – sk. B            | 1      | 3 | 1 | 1 | 1 | 3  | 5  | -2  | 4 | 3.     |
| 2008              | Angutit Inersimasut GM – sk. A            | 1      | 3 | 1 | 1 | 1 | 1  | 2  | -1  | 4 | 2.     |
| 2009              | Angutit Inersimasut GM – sk. B            | 1      | 3 | 2 | 0 | 1 | 3  | 2  | +1  | 6 | 1.     |
| 2010              | Angutit Inersimasut GM – sk. A            | 1      | 3 | 0 | 0 | 3 | 1  | 5  | -4  | 0 | 4.     |
| 2011              | Angutit Inersimasut GM – sk. A            | 1      | 4 | 1 | 0 | 3 | 5  | 16 | -11 | 3 | 4.     |
| 2012              | Angutit Inersimasut GM – sk. A            | 1      | 4 | 3 | 0 | 1 | 11 | 5  | +6  | 9 | 2.     |
| 2013              | Angutit Inersimasut GM – sk. B            | 1      | 3 | 1 | 1 | 1 | 3  | 3  | 0   | 4 | 2.     |
| 2014              | Angutit Inersimasut GM – sk. B            | 1      | 3 | 2 | 1 | 0 | 8  | 3  | +5  | 7 | 1.     |
| 2015              | Angutit Inersimasut GM – sk. A            | 1      | 3 | 0 | 0 | 3 | 0  | 9  | -9  | 0 | 4.     |
| 2016              | Angutit Inersimasut GM – sk. A            | 1      | 3 | 1 | 0 | 2 | 5  | 8  | -3  | 3 | 3.     |

Poznámky k fázím grónského mistrovství
- 1987: Výsledky v první a druhé fázi turnaje nejsou známy, klub se ovšem probojoval do finální fáze celostátního turnaje. Ve skupině B se umístil na čtvrtém místě.
- 1988: Výsledky v první a druhé fázi turnaje nejsou známy, klub se ovšem probojoval do finální fáze celostátního turnaje. Ve skupině B se umístil na třetím místě.
- 1989: Výsledky v první fázi turnaje nejsou známy. Po vítězství ve druhé fázi (skupina Nordgrønland) se klub probojoval do finální fáze celostátního turnaje. Ve skupině A se umístil na třetím místě, které zaručovalo pouze souboj o konečné páté místo v turnaji. V něm klub podlehl mužstvu Kugsak-45 poměrem 1:2.
- 1990: Klub se nezúčastnil první fáze, protože byl nasazen bez boje do druhé. Po vítězství ve druhé fázi (skupina E) se klub probojoval do finální fáze celostátního turnaje. Ve skupině A se umístil na třetím místě, které zaručovalo pouze souboj o konečné páté místo v turnaji. V něm klub podlehl mužstvu Tupilak-41 poměrem 1:2.
- 1992: Výsledky v první a druhé fázi turnaje nejsou známy, klub se ovšem probojoval do finální fáze celostátního turnaje. Ve skupině B se umístil na třetím místě, které zaručovalo pouze souboj o konečné páté místo v turnaji. V něm klub podlehl mužstvu Disko-76 poměrem 1:4.
- 1993: Výsledky v první fázi turnaje nejsou známy. Po vítězství ve druhé fázi (skupina Nordgrønland) se klub probojoval do finální fáze celostátního turnaje. Ve skupině A se umístil na čtvrtém místě, které zaručovalo pouze souboj o konečné sedmé místo v turnaji. V něm klub zvítězil nad mužstvem Nagtoralik Paamiut poměrem 6:2.
- 1994: Výsledky v první a druhé fázi turnaje nejsou známy, klub se ovšem probojoval do finální fáze celostátního turnaje. Ve skupině A se umístil na třetím místě, které zaručovalo pouze souboj o konečné páté místo v turnaji. V něm klub podlehl mužstvu Kissaviarsuk-33 poměrem 3:8.
- 1995: Výsledky v první fázi turnaje nejsou známy. Po vítězství ve druhé fázi (skupina Nordgrønland) se klub probojoval do finální fáze celostátního turnaje. Ve skupině A se umístil na čtvrtém místě, které zaručovalo pouze souboj o konečné sedmé místo v turnaji. V něm klub zvítězil nad mužstvem Akunnaaq-51 poměrem 6:2.
- 1997: Výsledky v první a druhé fázi turnaje nejsou známy, klub se ovšem probojoval do finální fáze celostátního turnaje. Ve skupině A se umístil na čtvrtém místě, které zaručovalo pouze souboj o konečné sedmé místo v turnaji. V něm klub podlehl mužstvu B-67 poměrem 2:5.
- 1999: Výsledky v první fázi turnaje nejsou známy, zaručil si ovšem v této fázi postup do druhé fáze. V ní skončil na pátém nepostupovém místě ve skupině Nordgrønland.
- 2000: Výsledky v první fázi turnaje nejsou známy, zaručil si ovšem v této fázi postup do druhé fáze. Po vítězství ve druhé fázi (skupina Nordgrønland) se klub probojoval do finální fáze celostátního turnaje. Ve skupině B se umístil na třetím místě, které zaručovalo pouze souboj o konečné páté místo v turnaji. V něm klub se klub utkal s mužstvem Nuuk Idraetslag, konečný výsledek je ovšem neznámý.
- 2001: Výsledky v první fázi turnaje nejsou známy, zaručil si ovšem v této fázi postup do druhé fáze. Po vítězství ve druhé fázi (skupina Nordgrønland) se klub probojoval do finální fáze celostátního turnaje. Ve skupině A se umístil na druhém místě, které zaručovalo místenku v semifinále (prohra s Nagdlunguaq-48 poměrem 0:8). Po prohře v semifinále se zúčastnil boje o třetí místo, ve kterém zvítězil nad mužstvem Nuuk Idraetslag poměrem 2:1.
- 2002: Výsledky v první fázi turnaje nejsou známy, zaručil si ovšem v této fázi postup do druhé fáze. Po vítězství ve druhé fázi (skupina Nordgrønland) se klub probojoval do finální fáze celostátního turnaje. Ve skupině A se umístil na čtvrtém místě, které zaručovalo pouze souboj o konečné sedmé místo v turnaji. V něm klub podlehl mužstvu Nuuk Idraetslag poměrem 0:2.
- 2003: Výsledky v první fázi turnaje nejsou známy, zaručil si ovšem v této fázi postup do druhé fáze. Po vítězství ve druhé fázi (skupina Nordgrønland) se klub probojoval do finální fáze celostátního turnaje. Ve skupině B se umístil na čtvrtém místě, které zaručovalo pouze souboj o konečné páté místo v turnaji. V něm klub podlehl mužstvu Kagssagssuk Maniitsoq poměrem 2:3.
- 2004: Výsledky v první a druhé fázi turnaje nejsou známy, klub se ovšem probojoval do finální fáze celostátního turnaje. Ve skupině B se umístil na druhém místě, které zaručovalo místenku v semifinále (výhra nad Nagdlunguaq-48 poměrem 2:1). Po semifinálovém vítězství se klub zúčastnil finále o celkového mistra Grónska. V něm zvítězil nad mužstvem B-67 poměrem 1:0 a získal tak svůj první mistrovský titul.
- 2005: Výsledky v první a druhé fázi turnaje nejsou známy, klub se ovšem probojoval do finální fáze celostátního turnaje. Ve skupině A se umístil na druhém místě, které zaručovalo místenku v semifinále (prohra s Nagdlunguaq-48 poměrem 1:3). Po prohře v semifinále se zúčastnil boje o třetí místo, ve kterém zvítězil nad mužstvem G-44 Qeqertarsuaq poměrem 4:2.
- 2006: Výsledky v první fázi turnaje nejsou známy, zaručil si ovšem v této fázi postup do druhé fáze. Po vítězství ve druhé fázi (skupina Nordgrønland) se klub probojoval do finální fáze celostátního turnaje. Ve skupině B se umístil na čtvrtém místě, které zaručovalo pouze souboj o konečné sedmé místo v turnaji. V něm klub podlehl mužstvu Siumut Amerdlok Kunuk poměrem 1:4.
- 2007: Výsledky v první a druhé fázi turnaje nejsou známy, klub se ovšem probojoval do finální fáze celostátního turnaje. Ve skupině B se umístil na třetím místě, které zaručovalo pouze souboj o konečné páté místo v turnaji. V něm klub zvítězil nad mužstvem Eqaluk-54 poměrem 2:1.
- 2008: Výsledky v první a druhé fázi turnaje nejsou známy, klub se ovšem probojoval do finální fáze celostátního turnaje. Ve skupině A se umístil na druhém místě, které zaručovalo místenku v semifinále (prohra s B-67 poměrem 0:2). Po prohře v semifinále se zúčastnil boje o třetí místo, ve kterém podlehl mužstvu Nagdlunguaq-48 poměrem 1:6.
- 2009: Výsledky v první fázi turnaje nejsou známy, zaručil si ovšem v této fázi postup do druhé fáze. Po vítězství ve druhé fázi (skupina Nordgrønland) se klub probojoval do finální fáze celostátního turnaje. Ve skupině B se umístil na prvním místě, které zaručovalo místenku v semifinále (výhra nad Eqaluk-54 poměrem 4:0). Po semifinálovém vítězství se klub zúčastnil finále o celkového mistra Grónska. V něm podlehl mužstvu G-44 Qeqertarsuaq poměrem 0:3 a obsadil tak celkové druhé místo.
- 2010: Výsledky v první fázi turnaje nejsou známy, zaručil si ovšem v této fázi postup do druhé fáze. Po vítězství ve druhé fázi (skupina Nordgrønland) se klub probojoval do finální fáze celostátního turnaje. Ve skupině A se umístil na čtvrtém místě, které zaručovalo pouze souboj o konečné sedmé místo v turnaji. V něm klub zvítězil nad mužstvem Kingmeq-45 poměrem 9:1.
- 2011: Výsledky v první a druhé fázi turnaje nejsou známy, klub se ovšem probojoval do finální fáze celostátního turnaje. Ve skupině A se umístil na čtvrtém místě, které zaručovalo pouze souboj o konečné sedmé místo v turnaji. V něm klub zvítězil nad mužstvem Nagtoralik Paamiut poměrem 3:1.
- 2012: Výsledky v první a druhé fázi turnaje nejsou známy, klub se ovšem probojoval do finální fáze celostátního turnaje. Ve skupině A se umístil na druhém místě, které zaručovalo místenku v semifinále (prohra s B-67 poměrem 0:6). Po prohře v semifinále se zúčastnil boje o třetí místo, ve kterém podlehl mužstvu G-44 Qeqertarsuaq poměrem 0:6.
- 2013: Výsledky v první fázi turnaje nejsou známy, zaručil si ovšem v této fázi postup do druhé fáze. Po vítězství ve druhé fázi (skupina Nordgrønland) se klub probojoval do finální fáze celostátního turnaje. Ve skupině B se umístil na druhém místě, které zaručovalo místenku v semifinále (prohra s G-44 Qeqertarsuaq poměrem 1:3). Po prohře v semifinále se zúčastnil boje o třetí místo, ve kterém podlehl mužstvu Nuuk Idraetslag poměrem 1:2.
- 2014: Výsledky v první fázi turnaje nejsou známy, zaručil si ovšem v této fázi postup do druhé fáze. Po vítězství ve druhé fázi (skupina Nordgrønland) se klub probojoval do finální fáze celostátního turnaje. Ve skupině B se umístil na prvním místě, které zaručovalo místenku v semifinále (výhra nad Inuit Timersoqatigiiffiat-79 poměrem 1:0). Po semifinálovém vítězství se klub zúčastnil finále o celkového mistra Grónska. V něm podlehl mužstvu B-67 poměrem 0:1 a obsadil tak celkové druhé místo.
- 2015: Výsledky v první fázi turnaje nejsou známy, zaručil si ovšem v této fázi postup do druhé fáze. Po vítězství ve druhé fázi (skupina Nordgrønland) se klub probojoval do finální fáze celostátního turnaje. Ve skupině A se umístil na čtvrtém místě, které zaručovalo pouze souboj o konečné sedmé místo v turnaji. V něm klub podlehl mužstvu Kissaviarsuk-33 poměrem 3:4.
- 2016: Výsledky v první fázi turnaje nejsou známy, zaručil si ovšem v této fázi postup do druhé fáze. Po vítězství ve druhé fázi (skupina Nordgrønland) se klub probojoval do finální fáze celostátního turnaje. Ve skupině A se umístil na třetím místě, které zaručovalo pouze souboj o konečné páté místo v turnaji. V něm klub podlehl mužstvu Siuteroq Nanortalik-43 poměrem 1:2.